# Bert Goedkoop
Bert Goedkoop (15 februari 1956) is een Nederlands volleybalspeler en -trainer. Hij speelde lange tijd voor Brother Martinus.
In 1995 was Goedkoop trainer van het Nederlands vrouwenteam dat de Europese titel bemachtigde; op de Olympische Spelen van 1996 werd de 5e plaats behaald. Hij leidde het Nederlands herenteam in 2001 naar een 7e plaats in de World League. 
Sinds 2015 geeft hij training aan Dinto, een volleybalclub in Warmenhuizen.